# Haramiyavia clemmenseni
Haramiyavia clemmenseni és una espècie de mamaliaforme extint que visqué durant el Triàsic superior a l'est de Groenlàndia. És l'única espècie del gènere Haramiyavia i de la família dels haramiyàvids. Es tracta de l'espècie més coneguda del seu ordre. Se n'ha trobat una mandíbula completa amb un parell de dents i part de l'esquelet postcranial, que és semblant al dels morganucodonts. La mandíbula atenyia 3 cm de llargada i el crani probablement feia 4 cm. Devia ser un animal lleuger i àgil.